# Nechita-Adrian Oros
Nechita-Adrian Oros (ur. 9 lipca 1965 w Gherli) – rumuński polityk, lekarz weterynarii i nauczyciel akademicki, deputowany i senator, od 2019 do 2021 minister rolnictwa.

## Życiorys
Absolwent medycyny weterynaryjnej na Uniwersytecie Nauk Rolniczych i Medycyny Weterynaryjnej w Klużu-Napoce (1989), w 2003 doktoryzował się w tej dziedzinie. Został pracownikiem naukowym, zajmując się zagadnieniami z zakresu toksykologii i patologii. Był też dyrektorem regionalnych inspekcji (weterynaryjnej oraz do spraw bezpieczeństwa żywności). W latach 2008–2012 pełnił funkcję prodziekana wydziału medycyny weterynaryjnej na macierzystej uczelni, następnie powołany na prorektora tegoż uniwersytetu.
Należał do chadeckiego ugrupowania PNȚCD, był m.in. zastępcą jej sekretarza generalnego (2003–2005). Później dołączył do Partii Narodowo-Liberalnej. W 2012 po raz pierwszy uzyskał mandat posła do Izby Deputowanych, z powodzeniem ubiegał się o reelekcję w wyborach w 2016.
W listopadzie 2019 nowo powołany premier Ludovic Orban powierzył mu stanowisko ministra rolnictwa i rozwoju wsi. Pozostał na tej funkcji również w utworzonym w marcu 2020 drugim gabinecie dotychczasowego premiera. W wyborach w 2020 został wybrany w skład Senatu. W grudniu tegoż roku ponownie został ministrem rolnictwa i rozwoju wsi, wchodząc w skład rządu Florina Cîțu. We wrześniu 2021 ogłosił swoją dymisję, ostatecznie urzędował do końca funkcjonowania gabinetu w listopadzie 2021. Wcześniej (w październiku tegoż roku) zrezygnował z członkostwa we frakcji PNL.